# Błądzonka
Błądzonka – potok będący lewobrzeżnym dopływem Stryszawki o długości 4,36 km.
Zlewnia Błądzonki w całości znajduje się na terenie Grupy Żurawnicy, które w regionalizacji fizycznogeograficznej Polski według Jerzego Kondrackiego zaliczane jest do Beskidu Makowskiego, w nowszej regionalizacji z 2018 roku do Pasm Pewelsko-Krzeszowskich. Potok ma źródła na wysokości ok. 590 m n.p.m., na wschodnich stokach Gołuszkowej, a liczne źródłowe dopływy spływają z południowych stoków Góry Żmijowej i Prorokowej Góry. Płynie w kierunku południowo-wschodnim, a jego dolina oddziela masyw Lipskiej Góry na zachodzie od masywu Kocurowej Góry na wschodzie. W dolnym biegu koryto uregulowane, ujęte w kamienno-betonowy żłób. Uchodzi do Stryszawki na wysokości 334,8 m n.p.m., nieco poniżej stacji kolejowej w Suchej Beskidzkiej
W dolinie Błądzonki leży szereg przysiółków i osiedli Suchej Beskidzkiej, m.in. Błądzonka, Smolikówka, Pykówka.